# Pseudomicrodes polysticta
Pseudomicrodes polysticta là một loài bướm đêm trong họ Noctuidae.